# Роуз Доун
Роуз Доун (нар. 28 лютого 1987 року), більш відома під сценічним ім’ям Гейзел Кіч (англ. Hazel Keech) та шлюбним ім’ям Гурбасант Каур   — британо-маврикійська акторка та модель, яка з’являлася в індійських телевізійних програмах та фільмах. Грала у фільмах Білла і Тілоохоронець, а також в рекламі Suzuki. Танцювала в реміксі Frankfinn Music "Кахін пе Нігахеан". У 2013 році з'явилася в реаліті-шоу Bigg Boss 7.

## Ранні роки
Роуз Доун народилася 28 лютого 1987 року в Ессексі, Англія, у британського батька та індо-маврикійської матері-індуїстки бігарського походження. Вона навчалася в середній школі Біла в Редбриджі, Лондон, де виступала на сценічних шоу та вивчала різні форми танцю, включаючи індійську класичну, британську та західну сучасну.

## Кар'єра

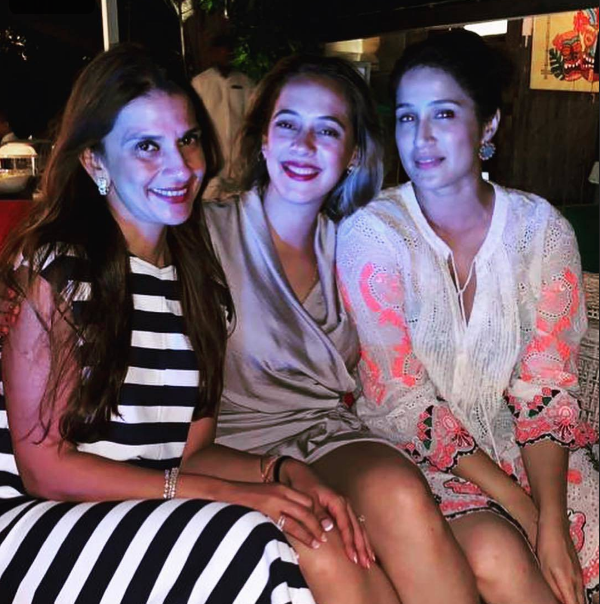
Хейзел з Сагарікою Гетдж і Фатемою Агаркар

Кіч почала працювати на телебаченні, в кіно та на сцені. Вона танцювала в британській програмі Міс Марпл Агати Крісті. Документальне шоу BBC Call The Shots показало, як вона працює у фільмах на гінді. У 2002 році вона приєдналася до команди боллівудського мюзиклу Bombay DreamsМрії Бомбея для їхнього промо-туру в Лондоні, а наступного року співала в хорі Вест-Ендського мюзиклу «Джозеф і дивовижний мюзикл Дрімкоут». Вона була статисткою в кількох фільмах про Гаррі Поттера.
У 2005 році під час відпустки в Мумбаї вона отримала пропозиції про роботу і вирішила залишитися і продовжити кар'єру моделі та акторки в Індії. Потім Кіч з'являлася в різних музичних кліпах під іменем «Кахін Пе Нігаен», а також у багатьох телевізійних рекламних роликах, таких як Вівель від ITC та рекламі Спрайт «Університет фрешології». Кіч знялася у тамільському фільмі «Білла» 2007 року, де вона виконала номер з піснею «Сей Етавату». У 2011 році виконала роль другого плану у фільмі на гінді «Тілоохоронець» продюсера Атула Агніхотрі та режисера Сіддіка. Вона також виконала номер під назвою «Аа Анте Амлапурам» у фільмі « Максимум». Виконала пісню «Чал Чал Чал» у фільмі «Великий учитель» (2012).

### Bigg Boss 7
Кіч з'явилася в популярному індійському телешоу Bigg Boss 7 у вересні 2013 року, але за тиждень її виключили, вона стала першою учасницею, яка вийшла з дому. В інтерв'ю після виселення вона висловила свій гнів на Пратюшу Банерджі, сказавши: «Їй подобається створювати проблеми».

## Фільмографія
| Рік      | Фільм                   | Роль                           | Мову       | Примітки |
| -------- | ----------------------- | ------------------------------ | ---------- | -------- |
| 2007 рік | Білла                   | Рея, наречена Раджеша          | тамільська |          |
| 2009 рік | Удар                    | Музичний номер                 | телугу     |          |
| 2011 рік | Тілоохоронець           | Майя Капур                     | гінді      |          |
| 2012 рік | Максимум                | номер пункту Аа Анте Амлапурам | гінді      |          |
| 2012 рік | Великий учитель         | Музичний номер                 | телугу     |          |
| 2013 рік | Heer and Hero           | Музичний номер                 | пенджабі   |          |
| 2015 рік | Dharam Sankat Mein      | Пісня Нілананд                 | гінді      |          |
| 2016 рік | Baankey Ki Crazy Baraat | Музичний номер                 | гінді      |          |

## Телебачення
| Рік      | Ім'я                | Роль       | Примітки                           | Посилання(и) |
| -------- | ------------------- | ---------- | ---------------------------------- | ------------ |
| 2012 рік | Комедійний цирк     | Конкурсант | Разом з Крушною Абхішеком          |              |
| 2013 рік | Джалак Діхла Джаа 6 | Конкурсант | Зовнішній вигляд підлітка Ка Тадка | [ 20 ]       |
| 2013 рік | Великий Бос 7       | Конкурсант | День виселення 7                   |              |
| 2016 рік | Шоу Капіла Шарми    | Гість      | Разом з Ювраджем Сінгхом           | [ 21 ]       |

## Особисте життя
12 листопада 2015 року Кіч заручилася з індійським гравцем у крикет Ювраджем Сінгхом. Вони одружилися 30 листопада 2016 року . Після одруження Гейзел прийняла ім’я «Гурбасант Каур», яке дав їй Сант Балвіндер Сінгх під час весільної церемонії.
Кіч розповіла в інтерв'ю, що пережила важку депресію і думала про самогубство в Індії, і тому отримала диплом, щоб вивчити психотерапію і допомогти іншим.